# Confederación de Educadores Argentinos

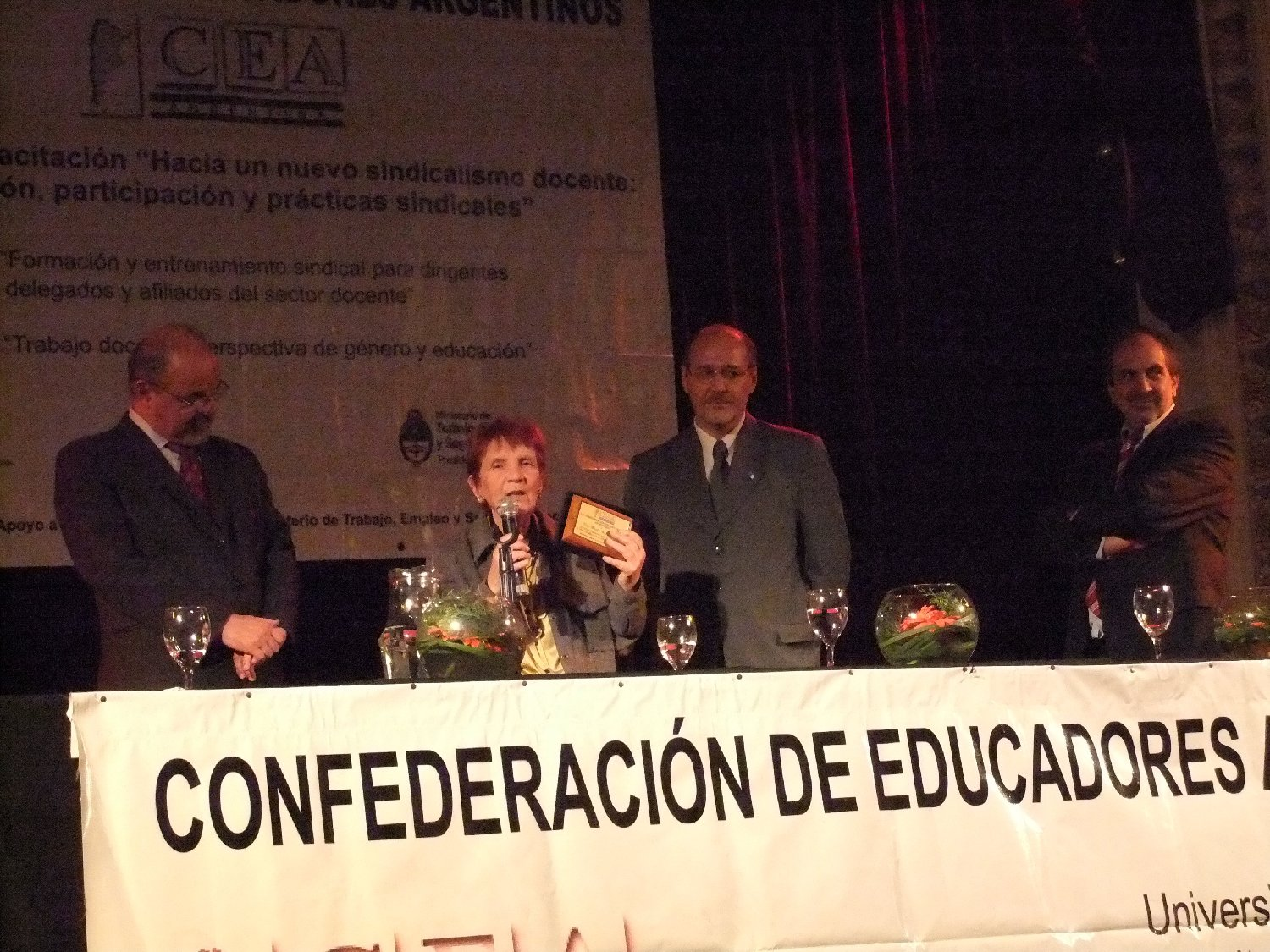

La Confederación de Educadores Argentinos (CEA) es una confederación sindical sectorial en la que están organizados los sindicatos de educadores y educadoras del sector público de Argentina. Fue inscrita en 1999 y reorganizada en 2005. En 2015 estaba integrada por veinte sindicatos provinciales que agrupan a 55.000 afiliados (2010) en catorce provincias. Está afiliada a la Confederación General del Trabajo (CGT) y a la Internacional de la Educación (IE), la federación sindical internacional representativa del sector docente.

## Historia
La CEA fue creada en 1999 por tres organizaciones sindicales: la Federación de Educadores Bonaerenses (FEB), el Sindicato de Educadores de Buenos Aires (SEDEBA) y la Unión Argentina de Maestros y Profesores (CAMYP). En 2005 fue reorganizada siendo elegido secretario general Fabián Felman. Desde entonces nuevos sindicatos se afiliaron a la CEA, suman 26 organizaciones sindicales con representación en 15 jurisdicciones del país. Algunas de las organizaciones son las siguientes 
- Asociación del Personal Jerárquico Educativo de Salta - APJESA (provincia de Salta)
- Asociación Correntina de Docentes Provinciales - ACDP (Corrientes)
- Asociación Docentes de Educación Física - ADEF (Ciudad de Buenos Aires y Gran Buenos Aires)
- Asociación de Docentes Independientes Argentinos - ADIA (Ciudad de Buenos Aires)
- Asociación de Educadores Porteños - AEP (Ciudad de Buenos Aires)
- Centro de Docentes de Enseñanza Media y Superior - CEDEMS (Jujuy)
- Círculo Santiagueño de Docentes de Enseñanza Media y Superior CISADEMS (Santiago del Estero)
- Sindicato de Educadores de Buenos Aires - SEDEBA (Ciudad de Buenos Aires)
- Sindicato de Educadores Unidos de la Ciudad de Buenos Aires - SEDUCA (Ciudad de Buenos Aires)
- Sindicato de Educadores de La Rioja - SELAR (La Rioja)
- Sindicato Confluencia Educadores Argentinos Provincia de Buenos Aires - SICEABA (provincia de Buenos Aires)
- Sindicato Confluencia de Educadores Argentinos del Chaco - SICEACH (Chaco)
- Sindicato de Docentes de Catamarca - SIDCA	(Catamarca)
- Sindicato de Docentes Independientes de Catamarca - SIDIC (Catamarca)
- Sindicato del Personal de Escuelas de Mendoza - SIPEM	(Mendoza)
- Sindicato de Trabajadores de la Educación de la Provincia del Chubut - SITRAED (Chubut)
- Unión de Docentes de Educación Física de la Provincia de Buenos Aires - UDEF (Provincia de Buenos Aires)
- Unión de Docentes Tucumanos - UDT (Tucumán)
- Unión de Trabajadores de la Educación de San Luis - UTEPSL (San Luis)
- Voz Docente (Formosa)

La CEA participó de la lucha gremial que conquistó la Ley de Financiamiento Educativo en 2008, siendo uno de los cinco sindicatos nacionales que integran el sector trabajador de la Paritaria Nacional Docente que se reunió por primera vez ese año.
En 2011 la CEA decidió por mayoría afiliarse a la Confederación General del Trabajo, lo que provocó la desafiliación de la Federación de Educadores Bonaerenses (FEB) y la Unión Argentina de Maestros y Profesores (CAMYP).
La CEA organiza anualmente Congresos Político-Educativos, participa de la Internacional de la Educación y tiene una Escuela Gremial de capacitación sindical llamada "Julio Godio".